# Lescure-d’Albigeois
Lescure-d’Albigeois – miejscowość i gmina we Francji, w regionie Oksytania, w departamencie Tarn. W 2013 roku jej populacja wynosiła 4559 mieszkańców. Przez gminę przepływa rzeka Tarn.